# Villevieille
Villevieille – miejscowość i gmina we Francji, w regionie Oksytania, w departamencie Gard.
Według danych na rok 1990 gminę zamieszkiwało 1030 osób, a gęstość zaludnienia wynosiła 124 osoby/km² (wśród 1545 gmin Langwedocji-Roussillon Villevieille plasuje się na 328. miejscu pod względem liczby ludności, natomiast pod względem powierzchni na miejscu 836.).